# The Raveonettes
The Raveonettes – duński duet rockowy, który tworzą Sune Rose Wagner oraz Sharin Foo.

## Dyskografia

### Albumy
- Whip it On [EP] (2003)
- Chain Gang of Love (2003)
- Pretty in Black (2005)
- Lust Lust Lust (2007)
- Beauty Dies [EP] (2008)
- Sometimes They Drop By [EP] (2008)
- Wishing You a Rave Christmas [EP] (2008)
- In and Out of Control (2009)
- Raven in the Grave (2011)
- Into the Night [EP] (2012)
- Observator (2012)
- Pe'ahi (2014)
- 2016 Atomized (2017)